# Chinonye Chukwu
Chinonye Chukwu (Port Harcourt, 19 maggio 1985) è una sceneggiatrice, regista e produttrice cinematografica nigeriana naturalizzata statunitense.

## Biografia
Di etnia igbo, nel 2019 è diventata la prima donna di colore a ricevere il Gran premio della giuria: U.S. Dramatic al Sundance Film Festival per il film Clemency.

## Filmografia

### Cinema
- Igbo Kwenu! – cortometraggio (2009)
- The Dance Lesson – cortometraggio (2010)
- alaskaLand (2012)
- A Long Walk – cortometraggio (2013)
- Clemency (2019)
- Sorry for Your Loss – web serie, Episodio: I'm Here (2019)
- Till - Il coraggio di una madre (Till) (2022)